# MDF

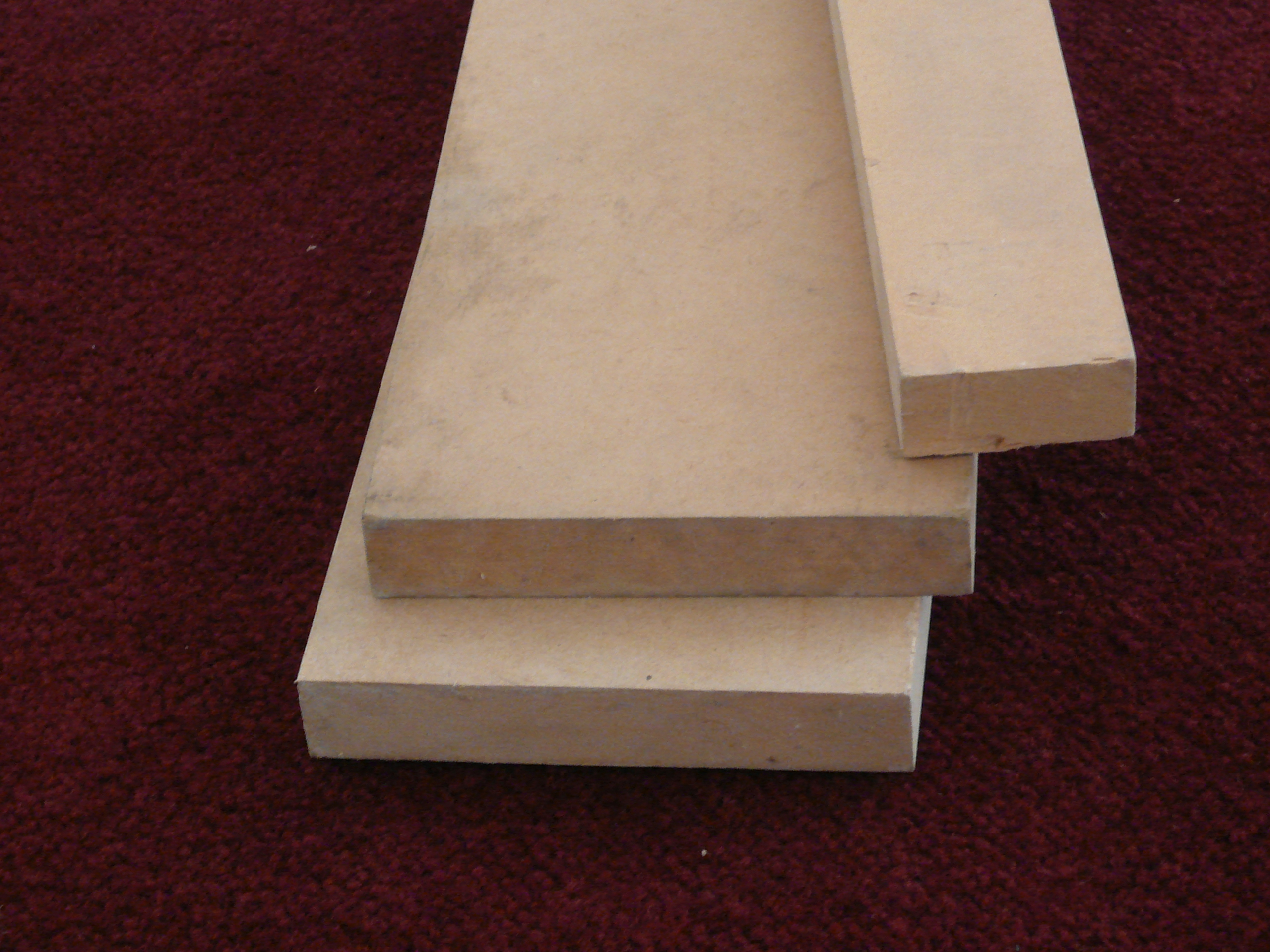
Placi MDF

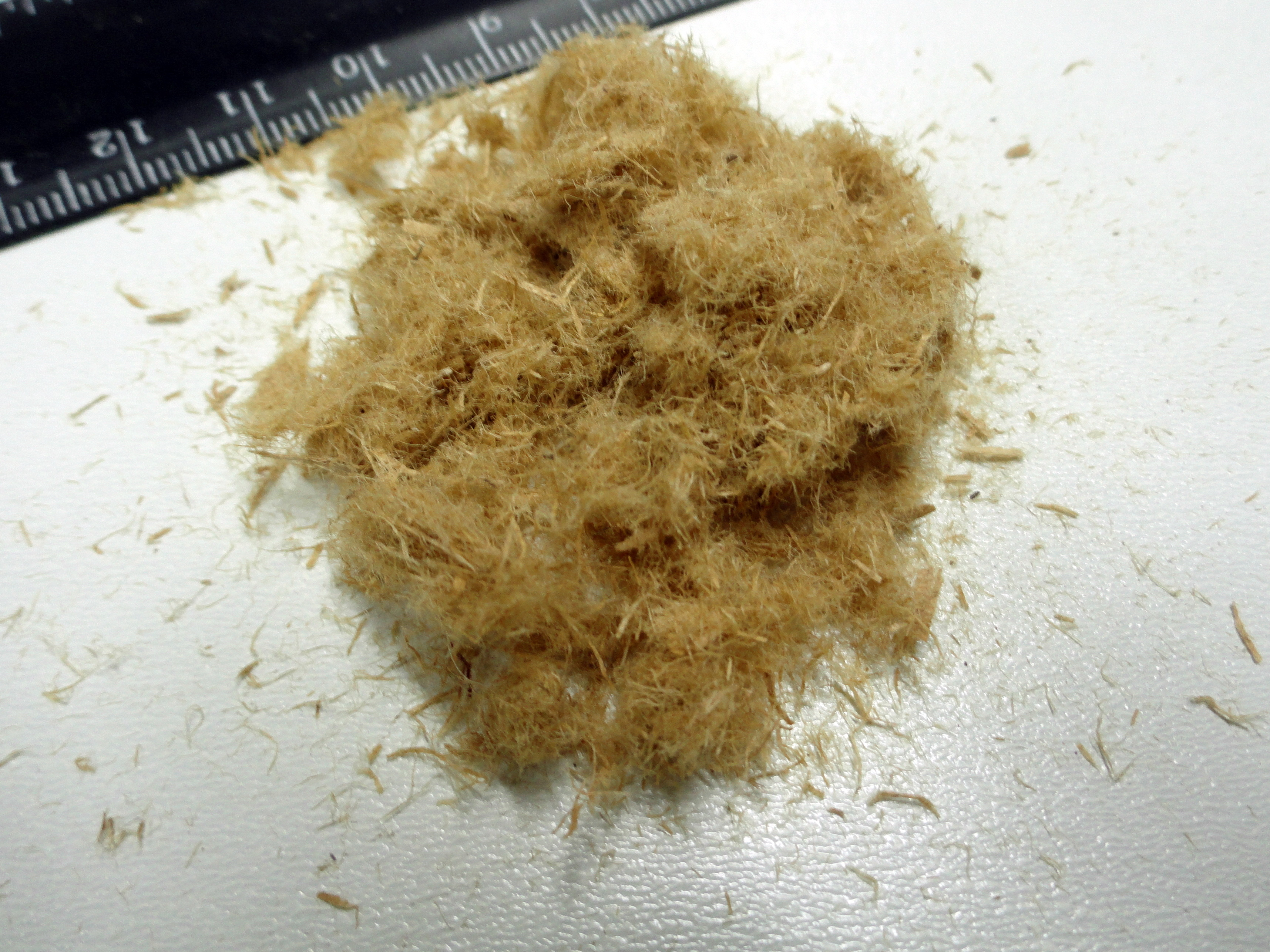
Fibre de lemn

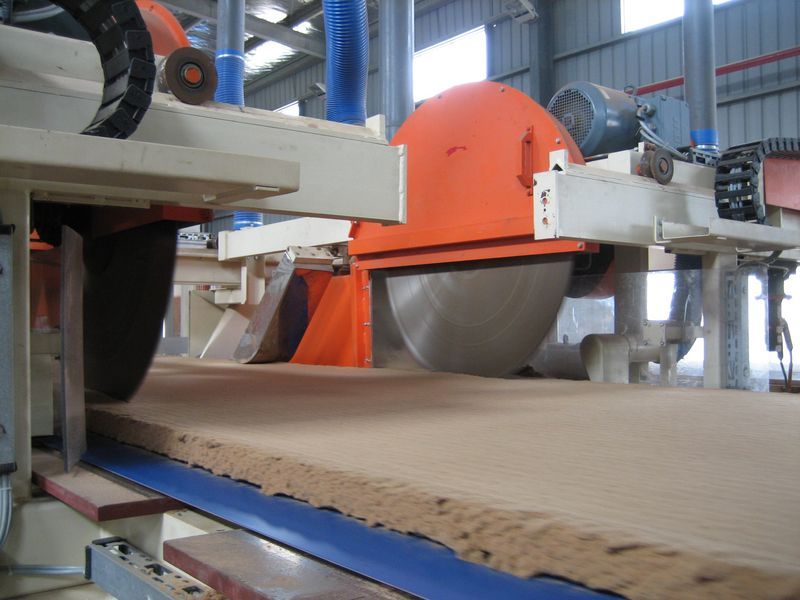
Formatarea cu pânze de ferăstrău circular, a canturilor covorului de fibre de lemn pregătit pentru presare

MDF (în engleză MDF medium-density fibreboard) , face parte din categoria plăcilor aglomerate din lemn, alături de plăcile din așchii de lemn (PAL), plăcile din fibre de lemn (PFL) sau plăcile HDF (High-density fibreboard), fiind un produs fabricat din fibre de lemn. Plăcile de MDF sunt folosite preponderent în industria mobilei și a construcțiilor. Fibrele de lemn sunt amestecate cu lianți pe bază de rășini formaldehidice, presărate pe bandă de oțel și presate în plăci.